# Federación de Tenis de la Comunidad Valenciana
La Federación de Tenis de la Comunidad Valenciana (FTCV) es una institución creada por y para el tenis de la Comunidad Valenciana, y como cualquier organización su labor es la de apoyar y promocionar el tenis de la Comunidad Valenciana: tenistas, técnicos, clubes, torneos, etc. 
El origen de la organización federativa del tenis en el sureste de España se remonta al año 1939, cuando tuvo lugar un enfrentamiento entre el Real Club de Tenis Turo de Barcelona y el Sporting Club de Tenis de Valencia (antiguo nombre del Club de Tenis Valencia). Formaba parte del equipo catalán el Marqués de Cabanes, entonces presidente de la Real Federación Española de Tenis (RFET), que alentó a los directivos de los clubes valencianos a formar su propia asociación regional.
Aparece así la Asociación de Tenis de Levante que se mantiene con este nombre hasta 1966, pasando desde ese año a denominarse Federación de Tenis de Levante.
La Federación Regional de este modo constituida acogía a todos los Clubes y deportistas de las provincias de Castellón, Valencia, Alicante, Murcia y Albacete.
En la Asamblea plenaria de la RFET celebrada el 21 de diciembre de 1974, se dividió la Federación de Tenis de Levante, creándose por un lado la Federación Valenciana de Tenis y por otro la Federación Murciana de Tenis.
Desde entonces, el ámbito competencial de la Federación abarca las provincias de Alicante, Castellón y Valencia.
En la actualidad, la Federación de Tenis de la Comunidad Valenciana está presidida por D. Fernando García Armengol.

## Presidentes
- 1939: D. Miguel Monlló
- 1939 – 1946: D. Manuel Matos
- 1946 – 1956: D. Emilio Marín
- 1956 – 1977: D. Álvaro de Moutas
- 1977 – 1987: D. Alfredo Deltoro
- 1987 – 1990: D. Luis Gómez Artés
- 1990 – 1995: D. José Emilio Cervera Llavador
- 1995 – 2010: D. Joaquín García Ferrer
- 2011 – 2012: D. José Emilio Cervera Llavador
- 2012: D. Juan Olivert Miguel
- 2012 -  Actualidad: D. Fernando García Armengol